# Kolonjärvi
Kolonjärvi eller Kolojärvi är en sjö i Finland. Den ligger i kommunen Keuru i landskapet Mellersta Finland, i den södra delen av landet, 230 km norr om huvudstaden Helsingfors. Kolonjärvi ligger 129,7 meter över havet. Arean är 2,4 kvadratkilometer och strandlinjen är 12,31 kilometer lång. Sjön  ingår i Kumo älvs huvudavrinningsområde.   I omgivningarna runt Kolonjärvi växer i huvudsak blandskog.
I övrigt finns följande i Kolonjärvi:
- Limppusaari (en ö)
- Orjantappurasaari (en ö)
- Kuolosaari (en ö)
- Kanisaari (en ö)
- Kolonsaari (en ö)
- Lapinsaari (en ö)
- Pitkäsaari (en ö)
- Kärkisaari (en ö)
- Palosaari (en ö)
- Kaksipetäinen (en ö)

I övrigt finns följande vid Kolonjärvi:
- Asuntajärvi (en sjö)